# Shimushu-Klasse
Die Shimushu-Klasse (japanisch 占守型海防艦 Shimushu-gata kaibōkan) war eine Klasse von Geleitschiffen (Kaibōkan) der Kaiserlich Japanischen Marine, welche im Zweiten Weltkrieg zum Einsatz kamen. Die japanische Marine bezeichnete die Schiffe auch als Typ-A-Klasse (jap. 甲型海防艦, Kō-gata kaibōban).

## Entwicklungsgeschichte und Bau
Die Entwicklung der Shimusha-Klasse und damit der der Kaibōkan geht auf den Londoner Flottenvertrag von 1930 zurück. Dieser führte zu Beschränkungen beim Bau von Zerstörern (siehe Hatsuharu-Klasse) und ließ die japanische Marine sofort nach Wegen zur Umgehung suchen. Eine Möglichkeit war der Bau von Schiffen mit 600 oder 2000 Long ton, nicht mehr als vier Geschützen mit über 76 mm, keinen Torpedos und einer Geschwindigkeit von maximal 20 Knoten.
Die Marine beschloss daher diese Möglichkeit zu nutzen und nützliche Patrouillenfahrzeuge zu erhalten, welche als Hauptaufgabe Wachdienst und Fischereischutz im Gebiet der Kurilen durchführen sollten. Dies hätte dann wertvolle Zerstörer für wichtigere Einsätze frei gemacht. Als Nebenaufgabe wurde eine Verwendung als Minensucher und als Sicherung für Konvois geplant.
Der Entwurf wurde erstmals nicht von der Marine selbst entwickelt – wie sonst bei größeren Kriegsschiffen üblich, womit auch die Vergabe von Namen anstatt von Nummern verbunden war – sondern an Mitsubishi vergeben. Es wurde erhofft damit ein einfaches Design zu erhalten, aber Mitsubishi entwickelte einen relativ komplexen Entwurf, welcher nicht für die Sektionsbauweise geeignet war und damit die Bauzeiten erhöhte. Da es sich aber aus Sicht der Kaiserlich Japanischen Marine um kein wichtiges Projekt handelte, wurde es so genehmigt. Dies wurde zum Problem, als die Shimushu-Klasse zum Basisentwurf der U-Bootabwehrschiffe der Marine im Pazifikkrieg wurde und eine kurze Bauzeit unerlässlich wurde.
Aus haushaltstechnischen Gründen und der niedrigen Priorität, war es nicht möglich, die vier Einheiten der Klasse vor dem 3. Kreis-Bauprogramm (Maru 3 Keikaku) von 1937 zu genehmigen. Die Bauausführung wurde an zwei private und eine Marinewerft vergeben, welche die Bauaufträge bis Anfang 1941 abschlossen.

## Etorofu-Unterklasse

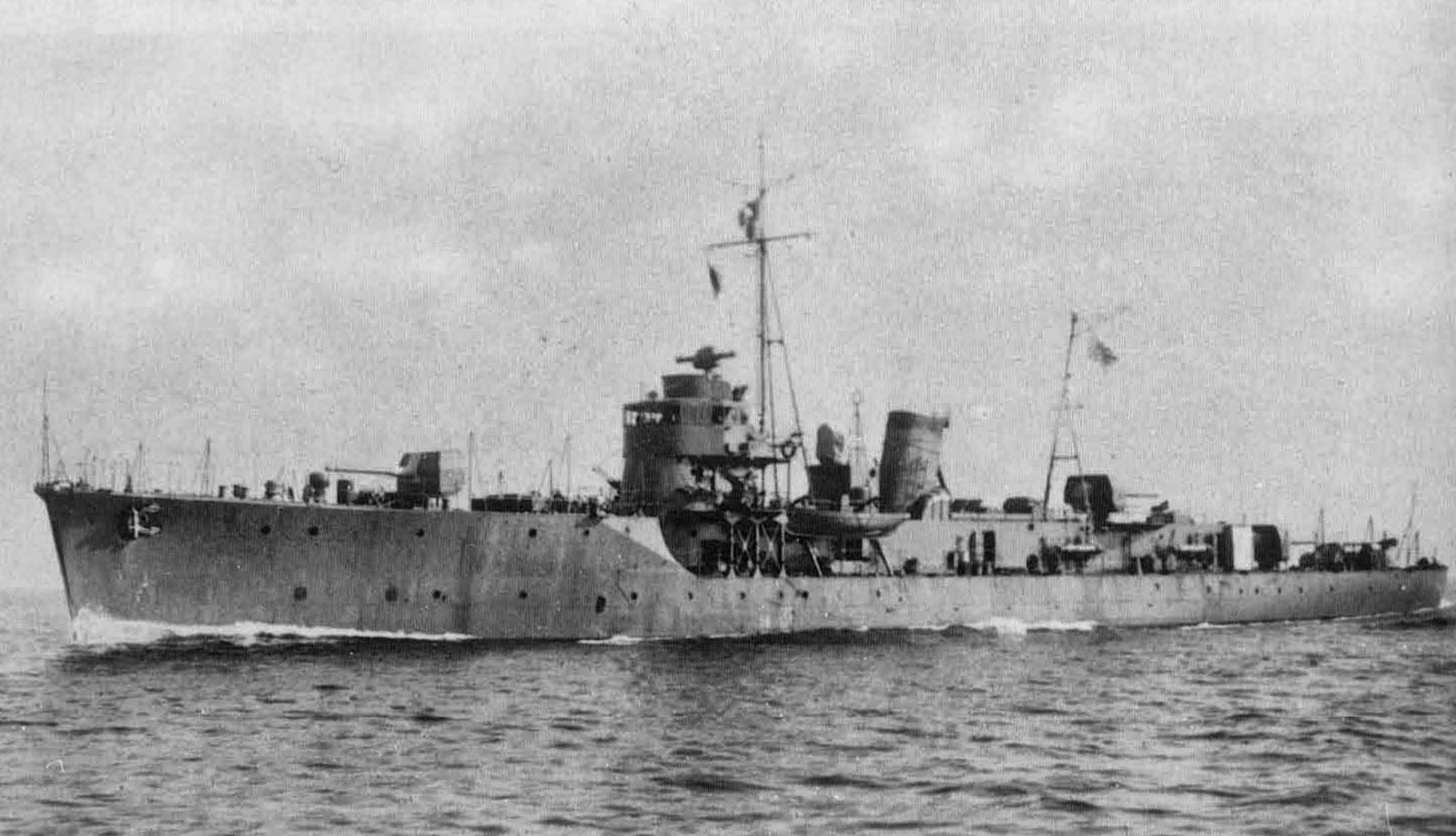
Die Etorofu im Jahr 1943.

Die vierzehn zur Etorofu-Klasse (japanisch 択捉型海防艦 Etorofu-gata kaibōkan), oder auch modifizierte Typ A-Klasse, gehörenden Einheiten, wurde im Rahmen des Schnellbauprogramms (Maru Kyū Keikaku) von 1941 zusammen mit sechzehn Einheiten der Mikura-Klasse bestellt. Dies erfolgte, da die Marine der Sicherung von Versorgungskonvois im Zuge des aufkommenden Krieges mehr Aufmerksamkeit schenkte. Die Tatsache, dass die Japaner der Meinung waren, dass die Bereitstellung von weiteren 30 Sicherungseinheiten ausreichen würde, um ihren Seehandel zu schützen, ist verwunderlich. Insbesondere angesichts des U-Boot-Krieges welcher im Atlantik zwischen der deutschen Kriegsmarine und der britischen Royal Navy geführt wurde.
Ebenso unverständlich sind die Charakteristika der hauptsächlich für Konvoisicherung bestimmten Klasse. Da mit der Produktion so schnell wie möglich begonnen werden sollte, wurde die Shimusha-Klasse als Basis genommen und mit Vereinfachungen gebaut. Aber der Entwurf blieb für die Massenproduktion zu komplex und die innewohnenden Schwächen, wie zu geringe Geschwindigkeit und mangelnde U-Jagdbewaffnung, wurden nicht behoben.

## Liste der Schiffe
| Bau-Nr.                                                         | Name                                                   | Bauwerft                                               | Kiellegung                                             | Stapellauf                                             | Indienststellung                                       | Verbleib                                                                          |
| Shimushu-Klasse                                                 | Shimushu-Klasse                                        | Shimushu-Klasse                                        | Shimushu-Klasse                                        | Shimushu-Klasse                                        | Shimushu-Klasse                                        | Shimushu-Klasse                                                                   |
| --------------------------------------------------------------- | ------------------------------------------------------ | ------------------------------------------------------ | ------------------------------------------------------ | ------------------------------------------------------ | ------------------------------------------------------ | --------------------------------------------------------------------------------- |
| 09                                                              | Shimushu (占守)                                        | Mitsui Zōsen, Tamano                                   | 29. November 1938                                      | 13. Dezember 1939                                      | 30. Juni 1940                                          | Kriegsbeute Sowjetunion                                                           |
| 10                                                              | Kunashiri (国後)                                       | Nippon Kōkan, Tsurumi                                  | 1. März 1939                                           | 6. Mai 1940                                            | 3. Oktober 1940                                        | Abgewrackt Juni 1946                                                              |
| 11                                                              | Ishigaki (石垣)                                        | Mitsui Zōsen, Tamano                                   | 15. August 1939                                        | 10. April 1940                                         | 15. Februar 1941                                       | versenkt am 31. Mai 1944 durch amerik. U-Boot Herring, westl. der Kurilen         |
| 12                                                              | Hachijo (八丈)                                         | Marinewerft Sasebo                                     | 3. August 1939                                         | 10. April 1940                                         | 31. März 1941                                          | Abgewrackt April 1948.                                                            |
| Etorofu-Unterklasse                                             |                                                        |                                                        |                                                        |                                                        |                                                        |                                                                                   |
| 310                                                             | Etorofu (択捉)                                         | Hitachi, Sakurajima                                    | 23. Februar 1942                                       | 29. Januar 1943                                        | 15. Mai 1943                                           | Kriegsbeute USA, abgewrackt 1947                                                  |
| 311                                                             | Matsuwa (松輪)                                         | Mitsui Zōsen, Tamano                                   | 20. April 1942                                         | 13. November 1942                                      | 23. März 1943                                          | versenkt am 22. August 1944 durch amerik. U-Boot USS Harder, westl. von Manila    |
| 312                                                             | Sado (佐渡)                                            | Nippon Kōkan, Tsurumi                                  | 21. Februar 1942                                       | 28. November 1942                                      | 27. März 1943                                          | versenkt am 22. August 1944 durch amerik. U-Boot USS Haddo, westl. von Manila     |
| 313                                                             | Oki (隠岐)                                             | Uraga Dock, Yokosuka                                   | 27. Februar 1942                                       | 20. Oktober 1942                                       | 28. März 1943                                          | Kriegsbeute Republik China im Aug 1947, erbeutet durch PLAN, abgewrackt 1982      |
| 314                                                             | Mutsure (六連)                                         | Hitachi, Sakurajima                                    | 25. Juli 1942                                          | 10. April 1943                                         | 31. Juli 1943                                          | versenkt am 2. September 1943 durch amerik. U-Boot USS Snapper, nörtl. von Truk   |
| 315                                                             | Iki (壱岐)                                             | Mitsui Zōsen, Tamano                                   | 2. Mai 1942                                            | 5. Februar 1943                                        | 31. Mai 1943                                           | versenkt am 24. Mai 1944 durch amerik. U-Boot USS Raton, östl. von Singapur       |
| 316                                                             | Tsushima (対馬)                                        | Nippon Kōkan, Tsurumi                                  | 20. Juni 1942                                          | 20. März 1943                                          | 28. Juli 1943                                          | Kriegsbeute Republik China 1947, abgewrackt 1963                                  |
| 317                                                             | Wakamiya (若宮)                                        | Mitsui Zōsen, Tamano                                   | 16. Juli 1942                                          | 19. April 1943                                         | 10. August 1943                                        | versenkt am 24. Mai 1944 durch amerik. U-Boot USS Gato                            |
| 318                                                             | Hirado (平戸)                                          | Hitachi, Sakurajima                                    | 2. November 1942                                       | 30. Juni 1943                                          | 28. September 1943                                     | versenkt am 12. September 1944 durch amerik. U-Boot USS Growler, östl. von Hainan |
| 319                                                             | Fukue (福江)                                           | Uraga Dock, Yokosuka                                   | 30. Oktober 1942                                       | 2. April 1943                                          | 28. Juni 1943                                          | Kriegsbeute UK, abgewrackt                                                        |
| 321                                                             | Amakusa (天草)                                         | Hitachi, Sakurajima                                    | 5. April 1943                                          | 30. September 1943                                     | 20. November 1943                                      | versenkt am 9. August 1945 durch amerik. Flugzeuge, im Hafen von Onagawa          |
| 323                                                             | Manju (満珠)                                           | Mitsui Zōsen, Tamano                                   | 15. Februar 1943                                       | 31. Juli 1943                                          | 30. November 1943                                      | abgewrackt 1946                                                                   |
| 325                                                             | Kanju (干珠)                                           | Uraga Dock, Yokosuka                                   | 8. April 1943                                          | 7. August 1943                                         | 30. Oktober 1943                                       | gesunken nach Minentreffer am 15. August 1945, vor Wonsan                         |
| 330                                                             | Kasado (笠戸)                                          | Uraga Dock, Yokosuka                                   | 10. August 1943                                        | 9. Dezember 1943                                       | 27. Februar 1944                                       | abgewrackt 1948                                                                   |
| 320 322 324 326 327 328 329 331 332 333 334 335 336 337 338 339 | geplant als Etorofu-Klasse, bestellt als Mikura-Klasse | geplant als Etorofu-Klasse, bestellt als Mikura-Klasse | geplant als Etorofu-Klasse, bestellt als Mikura-Klasse | geplant als Etorofu-Klasse, bestellt als Mikura-Klasse | geplant als Etorofu-Klasse, bestellt als Mikura-Klasse | geplant als Etorofu-Klasse, bestellt als Mikura-Klasse                            |

## Technische Beschreibung

### Rumpf
Der Rumpf eines Bootes der Shimushu-Klasse war 77,7 Meter lang, 9,1 Meter breit und hatte bei einer Standardverdrängung von 874 Tonnen einen Tiefgang von 3,05 Metern. Bei den Einheiten der Etorofu-Klasse erhöhte sich die Verdrängung auf 884 Tonnen.

### Antrieb
Der Antrieb erfolgte durch zwei Dieselmotoren, mit welcher eine Gesamtleistung von 4.200 PS (3.089 kW) erreicht wurde. Diese Leistung wurde an eine Welle mit einer Schraube abgegeben. Die Höchstgeschwindigkeit betrug 19,7 Knoten (36,5 km/h).
Es konnten 120 Tonnen Dieselkraftstoff gebunkert werden, was zu einer maximalen Fahrstrecke von 8.000 Seemeilen (14.816 km) bei 16 Knoten führte.

### Besatzung
Die Besatzung hatte eine Stärke von 150 Mann.

### Bewaffnung

#### Artillerie
Bei Indienststellung bestand die Hauptbewaffnung aus drei 12-cm-Geschützen mit Kaliberlänge 45 des Typ 3. Diese konnten eine 20,4 Kilogramm schwere Granate bis zu 15 Kilometer weit schießen und waren in drei Einzellafetten verbaut. Diese Mittelpivotlafetten verfügten über einfache Schilde, welche dem Splitterschutz dienten, und hatten ein Gewicht von 8,9 Tonnen. Sie waren in der Mittschiffslinie, eines auf der Vordeck und zwei achtern – eines auf dem Oberdeck und eines auf dem Decksaufbau überhöht – aufgestellt und stammten von außer Dienstgestellten oder zu Patrouillenbooten umgebauten älteren Zerstörern.
Der große Nachteil dieser Geschütze war, dass sie aufgrund ihres auf maximal 33° beschränkten Höhenrichtwinkels fast keine Möglichkeit zur Unterstützung der Flugabwehr hatten.

#### Flugabwehr
Zur Flugabwehr standen vier 2,5-cm -Maschinenkanonen des Typ 96 in Doppellafette zur Verfügung, welche auf einer Plattform beidseitig der Brücke aufgestellt waren. Die 2,5-cm-Maschinenkanonen verschossen im Einsatz rund 110 bis 120 Schuss pro Minute, die effektive Reichweite lag bei etwa 3 Kilometern bei 85° Rohrerhöhung. Die 1,1 Tonnen schwere Doppelfafette war um 360° drehbar und hatte einen Höhenrichtbereich von −10° bis +85°.
Bedingt durch die starken alliierten Luftstreitkräfte während des Pazifikkriegs kam es zu einer Verstärkung der Flugabwehrbewaffnung mit 2,5-cm-Geschützen. Dafür wurde eine zusätzliche Drillingslafette vor der Brücke auf einer Plattform aufgestellt und zwischen Schornstein und achterem Mast wurden zwei Plattformen installiert, welche ebenfalls Drillingslafetten trugen. Mit den durch Drillingslafetten ersetzten Doppellafetten beiderseits der Brücke befanden sich nun fünfzehn 2,5-cm-Geschütze an Bord.

#### U-Jagdausrüstung
Die U-Jagdbewaffnung bestand aus einem Wasserbomben-Werfer auf dem Achterdeck für 18 Wasserbomben. Die Anzahl der mitgeführten Wasserbomben erhöhte sich ab 1942 auf 36 und 1944 auf 60 Ladungen. Des Weiteren wurde auf der Brücke ein 81-mm-Mörser installiert.

### Sensoren

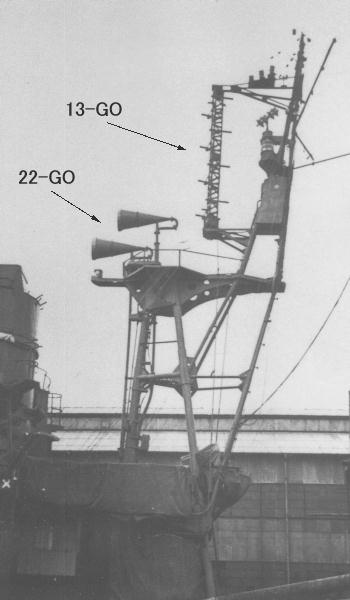
Radargeräte der Typen 22 und 13, hier im Hauptmast eines Zerstörers der Akizuki-Klasse

#### Radar
Die Ausstattung mit Funkmesstechnik (Radar), eingerüstet im Laufe des Krieges, bestand aus einem Typ 22 Radargerät. Dieses zur Seeraumüberwachung und Feuerleitung fähige System, welches aus einem Doppelhorn – eines zum Senden und eines zum Empfangen – bestand, war im Hauptmast hinter der Brücke verbaut. Es arbeitete mit einer Wellenlänge von 10 cm und hatte eine Sendeleistung von 2 kW. Des Weiteren zur Luftraumüberwachung ein Gerät des Typ 13, welches über eine lange Leiterantenne verfügte, die ebenfalls im Hauptmast montiert war. Dieses Radargerät konnte eine Gruppe von Flugzeug in bis zu 100 Kilometer und ein einzelnes Flugzeug in bis zu 50 Kilometer orten. Es arbeitete mit einer Wellenlänge von 100 cm und hatte eine Sendeleistung von 10 kW.

#### Sonar
Zur Suche nach U-Booten war ein Echoortungssystem des Typs 93 und einem Hydrophon-Set vom Typ 93 eingerüstet. Dieses Hydrophon-Set bestand aus zwei Gruppen zu je acht Sensoren, eine Gruppe auf jeder Schiffsseite.